# كيم فيلبي
هارولد أدريان راسل «كيم» فيلبي (1 يناير 1912 -11 مايو 1988) كان ضابط مخابرات بريطانيًا وعميلًا مزدوجًا للاتحاد السوفيتي. في عام 1963، تم الكشف عن أنه عضو في مجموعة طلاب كامبريدج الخمسة، وهي حلقة تجسس نقلت المعلومات إلى الاتحاد السوفيتي خلال الحرب العالمية الثانية وفي المراحل المبكرة من الحرب الباردة. من بين الخمسة، يعتقد أن فيلبي كان الأكثر نجاحًا وفعالاً في توفير المعلومات السرية للسوفييت.
ولد فيلبي في الهند البريطانية، وتلقى تعليمه في مدرسة وستمنستر وكلية ترينتي في كامبريدج. جُنِّدَ من قبل المخابرات السوفيتية في عام 1934. بعد مغادرة كامبريدج، عمل فيلبي كصحفي وغطى الحرب الأهلية الإسبانية ومعركة فرنسا 1940. في عام 1940، بدأ العمل في جهاز MI6. بحلول نهاية الحرب العالمية الثانية أصبح عضوا رفيع المستوى في جهاز المخابرات البريطاني. في عام 1949، تم تعيين فيلبي سكرتيرًا أولًا للسفارة البريطانية في واشنطن وشغل منصب كبير ضباط الاتصال البريطانيين مع وكالة المخابرات الأمريكية. خلال حياته المهنية كضابط استخبارات، مرر كميات كبيرة من المعلومات الاستخباراتية السرية إلى الاتحاد السوفييتي، بما في ذلك معلومات عن مؤامرة بريطانية -أمريكية لإسقاط النظام الشيوعي في ألبانيا.
كما كان مسؤولاً عن إرسال جاسوسين آخرين تم الأشتباه في تجسسهما، دونالد ماكلين وغي بورغس، وكلاهما فر بعد ذلك إلى موسكو في مايو 1951.
أثار انشقاق ماكلين وبورجيس عن جهاز MI6 الشكوك حول فيلبي، مما أدى إلى استقالته من MI6 في يوليو 1951. تم تبرئته علانية في عام 1955، وبعد ذلك استأنف حياته المهنية في الصحافة في بيروت. في يناير 1963، بعد أن تم الكشف عنه أخيرًا كعميل سوفيتي، هرب فيلبي إلى موسكو، حيث عاش فيها حتى وفاته في عام 1988.

## النشأة
ولد فيلبي في أمبالا، البنجاب، الهند البريطانية، وكان نجل دورا جونستون وسانت جون فيلبي المؤلف والمستعرب والمستكشف. كان سانت جون عضوًا في الخدمة المدنية الهندية ولاحقًا موظفًا حكوميًا في العراق ومستشارًا لملك المملكة العربية السعودية. الملك عبدالعزيز في ذلك الوقت.
التحق فيلبي، الملقب بـ «كيم»، نسبة إلى رواية كيم روديارد كيبلينج، بمدرسة ألدرو الإعدادية، وهي مدرسة للبنين تقع في شاكلفورد بالقرب من غودالمينغ في ساري بالمملكة المتحدة. في سن المراهقة المبكرة، أمضى بعض الوقت مع البدو في صحراء المملكة العربية السعودية. يسير على خطى والده، واصل فيلبي إلى مدرسة وستمنستر، التي غادرها في عام 1928 في سن السادسة عشرة. وفاز بمنحة دراسية في كلية ترينيتي، كامبريدج، حيث درس التاريخ والاقتصاد. تخرج عام 1931.
عند تخرج فيلبي، قدمه موريس دوب، زميل سابق له في كلية كينجز، كامبريدج المعلم للاقتصاد، إلى الاتحاد العالمي لإغاثة ضحايا الفاشية الألمانية في باريس. كان الاتحاد العالمي لإغاثة ضحايا الفاشية الألمانية منظمة حاولت مساعدة الأشخاص الذين وقعوا ضحية للفاشية في ألمانيا وتوفير التعليم حول معارضة الفاشية. كانت المنظمة واحدة من عدة جبهات يديرها الشيوعي الألماني ويلي مونزنبرغ، وهو عضو في الرايخستاغ الذي فر إلى فرنسا في عام 1933.

## الحياة المهنية المبكرة

### فيينا
في فيينا، للعمل على مساعدة اللاجئين من ألمانيا النازية، التقى فيلبي ووقع في حب ليزي فريدمان (المولودة أليس كولمان)، وهي شيوعية نمساوية شابة من أصول يهودية مجرية. أعجبت فيلبي بقوة قناعاتها السياسية وذكّرت لاحقًا أنه في اجتماعهم الأول:
" خرجت ليزي، وهي شخصية صريحة ومباشرة، وسألتني كم لدي من المال. أجبت 100 جنيه استرليني، والتي كنت آمل أن تستمر معي لحوالي عام في فيينا. لقد أجرت بعض الحسابات وأعلنت، "سيكون لديك فائضا بقيمة 25 جنيهًا إسترلينيًا. يمكنك تقديم ذلك إلى المنظمة الدولية لمساعدة الثوار. نحن بحاجة ماسة لها ". انني احببت تصميمها.
عمل ساعيًا بين فيينا وبراغ، ودفع ثمن تذاكر القطار من الخمسة وسبعين جنيهًا المتبقية معه واستخدام جواز سفره البريطاني للتهرب من الشك. كما قام بتسليم الملابس والمال للاجئين من النازيين.
بعد انتصار الجمهورية النمساوية على الحزب النمساوي الاشتراكي المتمرد (SPÖ) في الحرب الأهلية النمساوية، تزوج فريدمان وفيلبي في فبراير 1934، مما مكنها من الفرار إلى المملكة المتحدة معه بعد شهرين. من الممكن أن تكون هي إديث تيودور هارت، وهي صديقة لفيلبي، في ذلك الوقت، عميلة سوفيتية -من مواليد فيينا، وقد اتصلت في البداية بفيلي بشأن إمكانية العمل لصالح المخابرات السوفيتية.
في أوائل عام 1934، تم إرسال أرنولد دويتش، وهو عميل سوفيتي، إلى جامعة كلية لندن تحت غطاء موعد بحثي. كان ينوي تجنيد ألمع الطلاب من أفضل الجامعات البريطانية. وصل فيلبي إلى إشعار السوفييت في وقت سابق من ذلك العام في فيينا، حيث شارك في مظاهرات ضد حكومة إنغلبرت دولفوس. في يونيو 1934، قام دويتش بتجنيده في أجهزة المخابرات السوفيتية.
ذكر فيلبي فيما بعد:
عادت ليزي إلى المنزل ذات ليلة وأخبرتني أنها رتبت لي لقاء مع "رجل ذو أهمية حاسمة". سألتها عن ذلك لكنها لم تعطني أي تفاصيل. التقى في حديقة ريجنتس. وصف الرجل نفسه باسم "أوتو". اكتشفت بعد ذلك بكثير من صورة في ملفات جهاز MI6 أن اسم الشخص الذي ذهب إليه هو أرنولد دويتش. أعتقد أنه من أصل تشيكي. حوالي 5 أقدام و7 انشات، شجاع، بعيون زرقاء وشعر مجعد خفيف. على الرغم من كونه شيوعيًا مقتنعًا، إلا أنه كان لديه خط إنساني قوي. كره لندن، وعشق باريس، وتحدث عنها بحب شديد. كان رجلاً ذا خلفية ثقافية كبيرة ".
أوصى فيلبي بدويتش بالعديد من معاصريه في كامبريدج، بما في ذلك دونالد ماكلين، الذي كان يعمل في ذلك الوقت في وزارة الخارجية، بالإضافة إلى غاي بورغيس، على الرغم من تحفظاته الشخصية على شخصية بيرجس.

### لندن وإسبانيا
في لندن، بدأ فيلبي حياته المهنية كصحفي. حصل على وظيفة في مجلة شهرية، المجلة العالمية للمراجعات، التي كتب عنها عددًا كبيرًا من المقالات والرسائل (أحيانًا تحت مجموعة متنوعة من الأسماء المستعارة) وعمل أحيانًا «محررًا بالنيابة».
واصل فيلبي العيش في المملكة المتحدة مع زوجته لعدة سنوات. عند هذه النقطة، انفصل فيليبي وليزي. ظلوا أصدقاء لسنوات عديدة بعد انفصالهم وطلاقهم فقط في عام 1946، عندما هدد الألمان باجتياح باريس عام 1940 خلال الحرب العالمية الثانية، حيث كانت تعيش في ذلك الوقت، قام بترتيب هروبها إلى بريطانيا.
في عام 1936، بدأ العمل في مجلة تجارية، الجريدة الأنجليزية-الروسية للتجارة، كمحرر. كانت الصحيفة فاشلة وغير مالكها دور الصحيفة إلى تغطية على التجارة الإنجليزية الألمانية. انخرط فيلبي في جهد منسق لإجراء اتصالات مع الألمان مثل يواكيم فون ريبنتروب، السفير الألماني في ذلك الوقت في لندن. أصبح عضوا في الزمالة أصبح عضوا في الزمالة الإنجليزية – الألمانية، وهي منظمة تهدف إلى إعادة بناء ودعم علاقة ودية بين ألمانيا والمملكة المتحدة. الزمالة، في هذا الوقت، كانت مدعومة من قبل الحكومتين البريطانية والألمانية، وقام فيلبي بالعديد من الرحلات إلى برلين.
في فبراير 1937، سافر فيلبي إلى إشبيلية، إسبانيا، ثم تورط في حرب أهلية دامية أثارها انقلاب القوات الفاشية تحت قيادة الجنرال فرانسيسكو فرانكو ضد الحكومة الديمقراطية للرئيس الجمهوري مانويل أزانيا. عمل فيلبي في البداية كصحفي مستقل. من مايو 1937، عمل كمراسل مباشر لصحيفة التايمز. بدأ أيضًا العمل لدى كل من المخابرات السوفيتية والبريطانية، لم يكن أحد في الرسائل التي كان يرسلها فيلبي لأنها من يقرأها -دون معرفته بالشفرات والرموز السرية- سيراها كرسالة من حبيب إلى حبيبته.
كان كل من البريطانيين والسوفييت مهتمين بالأداء القتالي لطائرة المسرشميت بي اف -109 ودبابتي البانزر الأولى والثانية الألمانية، المنتشرة مع القوات الفاشية في إسبانيا. أخبر فيلبي البريطانيين، بعد سؤال مباشر إلى فرانكو، أن القوات الألمانية لن يُسمح لها أبدًا بعبور إسبانيا لمهاجمة جبل طارق.
أفاد مراقبه السوفييتي في ذلك الوقت، ثيودور مالي، في أبريل 1937 في تقرير مرسل إلى المفوضية الشعبية للشؤون الداخلية السوفيتية، أنه أطلع فيلبي شخصيًا على الحاجة «لاكتشاف نظام حراسة فرانكو وحاشيته». كان مالي واحدًا من أقوى المتحكمين والمُجندِين غير القانونيين في الاتحاد السوفياتي وأكثرهم نفوذاً. بهدف الترتيب المحتمل لاغتيال فرانكو، تم توجيه تعليمات إلى فيلبي للإبلاغ عن نقاط الضعف في أمن فرانكو والتوصية بطرق للوصول إليه وموظفيه. ومع ذلك، فإن مثل هذا الفعل لم يكن ليحدث أبدا؛ عند استخلاص المعلومات من فيلبي في لندن في 24 مايو 1937، كتب مالي إلى المفوضية الشعبية، «على الرغم من تكريسه واستعداده للتضحية بنفسه، إلا أن فيلبي لا يمتلك الشجاعة الجسدية والصفات الأخرى اللازمة لمحاولة الاغتيال هذه».
في ديسمبر 1937، خلال معركة تيرويل، وقعت قذيفة أطلقت من قبل الجمهوريين أمام السيارة التي كان فيلبي يسافر فيها مع أربعة مراسلين من وكالات إخبارية متعددة. توفي أحدهم في الحال، وتوفى الأثنان المتبقين متأثرين بجراحهم، أصيب فيلبي بجروح طفيفة في الرأس. نتيجة لهذا الحادث، حصل فيلبي، الذي كان محبوبًا جيدًا من قبل القوى الوطنية المؤيدة لفرانكو، على الصليب الأحمر للاستحقاق العسكري من قبل فرانكو في 2 مارس 1938. ووجد فيلبي أن الجائزة أثبتت أنها مفيدة في الوصول إلى دوائر الحكومية الفاشية:
وكتب لاحقًا: «قبل ذلك، كان هناك الكثير من الانتقادات للصحفيين البريطانيين من ضباط فرانكو الذين بدا أنهم يعتقدون أن البريطانيين بشكل عام يجب أن يكونوا كثيرًا من الشيوعيين لأن الكثيرين كانوا يقاتلون مع الألوية الدولية. بعد أن كان قد أصيب بجروح وزينها فرانكو نفسه، وأصبحت تعرف باسم» الإنجليزي المزين من قبل فرانكو «وفتحت جميع أنواع الأبواب لي.»
في عام 1938، سافر والتر كريفيتسكي (المولود باسم صمويل جينسبيرغ)، وهو ضابط سابق في المخابرات العسكرية الروسية في باريس، الذي انشق في العام السابق، إلى الولايات المتحدة ونشر رواية عن وقته في «خدمة ستالين السرية». شهد أمام لجنة الموت (التي أصبحت فيما بعد لجنة الأنشطة غير الأمريكية في مجلس النواب) فيما يتعلق بالتجسس السوفيتي داخل الولايات المتحدة. في عام 1940 قابله ضباط MI5 في لندن بقيادة جين آرتشر. زعم كريفيتسكي أن اثنين من عملاء المخابرات السوفيتية قد اخترقوا وزارة الخارجية البريطانية وأن عميل المخابرات السوفياتي الثالث عمل كصحفي لصحيفة بريطانية خلال الحرب الأهلية في إسبانيا. لم يتم إجراء أي اتصال مع فيلبي في ذلك الوقت، وتم العثور على كريفيتسكي بالرصاص في غرفة فندق في واشنطن في العام التالي.
ألكسندر أورلوف (المولود باسم ليف فيلدبين؛ صاحب الاسم الرمزي سويدي)، المتحكم في فيلبي في مدريد، الذي التقى به مرة واحدة في بربينيان، فرنسا، مع انتفاخ بندقية آلية تظهر بوضوح من خلال معطفه المطري، انشق أيضًا. لحماية عائلته، التي لا تزال تعيش في اتحاد الجمهوريات الاشتراكية السوفييتية، لم يقل شيئًا عن فيلبي، وهو اتفاق احترمه ستالين. في رحلة قصيرة من إسبانيا، حاول فيلبي تجنيد فلورا سولومون كعميل سوفييتي. والتي كانت ابنة مصرفي روسي وتاجر ذهب، أحد أقارب أسرة روتشيلدز، وزوجة سمسار في بورصة لندن. في الوقت نفسه، كان جهاز MI6 يحاول ضمها لهم. لكن المقيم (الكود الروسي لأحد جواسيسهم) في فرنسا، ربما بيير في هذا الوقت، اقترح على موسكو أنه يشتبه في دوافع فيلبي. قدم سولومون فيلبي إلى زوجته الثانية، إيلين فورس، لكنه ذهب للعمل لدى متاجر التجزئة البريطانية ماركس آند سبنسر.

## MI6

### الحرب العالمية الثانية
في يوليو 1939، عاد فيلبي إلى مكتب التايمز في لندن. عندما أعلنت بريطانيا الحرب على ألمانيا في سبتمبر 1939، فقد اتصال فيلبي مع مراقبيه السوفييت وفشل فيلبي في حضور الاجتماعات التي كانت ضرورية لعمله. خلال الحرب الزائفة من سبتمبر 1939 حتى إخلاء دونكيرك، عمل فيلبي كمراسل مباشر للتايمز مع مقر قيادة البعثة البريطانية. بعد إجلائه من بولون في 21 مايو، عاد إلى فرنسا في منتصف يونيو وبدأ في تمثيل الديلي تلغراف بالإضافة إلى التايمز. وأبلغ لفترة وجيزة من شيربورج وبرست، أبحر إلى بلايموث قبل أقل من أربع وعشرين ساعة من استسلام الفرنسيين لألمانيا في يونيو 1940.
في عام 1940، بناء على توصية من بيرجس «أحد أعضاء حلقة خماسي كامبريدج»، انضم فيلبي إلى القسم «د» من جهاز MI6 ، وهي منظمة سرية مكلفة بالتحقيق في كيفية مهاجمة الأعداء بالوسائل غير العسكرية. أدار الأثنان دورة تدريبية للمخربين المحتملين في هيرتفوردشاير. كان وقته في القسم د قصيرًا ؛ سرعان ما استوعب قسم العمليات الخاصة (SOE) هذا القسم «الصغير وغير الفعال والكوميدي قليلاً». في صيف عام 1940 تم القبض على بيرجيس في سبتمبر بسبب القيادة في حالة سكر وتم فصله فيما بعد، بينما تم تعيين فيلبي كمدرب في الدعاية السرية في المدرسة النهائية لعملاء الجهاز في مقر مملوك للورد مونتاجو في بوليو ، هامبشاير.
لقد أثار دور فيلبي كمدرب للعملاء المخربين انتباه المديرية السياسية المشتركة للدولة السوفيتية (OGPU) مرة أخرى. سمح له هذا الدور بإجراء عمليات التخريب وإرشاد العملاء حول كيفية إجراء عمليات التخريب بشكل صحيح. أعاد مقيم لندن الجديد ، إيفان شيشايف (الاسم الرمزي فاديم)، الاتصال ، وطلب قائمة بأسماء العملاء البريطانيين الذين يتم تدريبهم على دخول اتحاد الجمهوريات الاشتراكية السوفياتية. رد فيلبي بأنه لم يتم إرسال أي منها وأن أيا منها لا يخضع للتدريب في ذلك الوقت. تم التأكيد على هذا البيان مرتين باللون الأحمر وتم تمييزه بعلامتي استفهام ، مما يشير بوضوح إلى ارتباكهم ومعرفة الأمر، من خلال نكران الموظفين في وسط موسكو في لوبيانكا ، وفقًا لهاينريش بوروفيك، الذي شاهد البرقيات في وقت لاحق في أرشيف الـ KGB.
زود فيلبي ستالين بتحذير مسبق عن عملية بربروسا وعزم اليابان على ضرب جنوب شرق آسيا بدلاً من مهاجمة الاتحاد السوفييتي كما حث هتلر. تم تجاهل الأول باعتباره استفزازًا، ولكن الثاني، عندما أكد ذلك الصحفي والجاسوس الروسي -الألماني في طوكيو ، ريتشارد سورجي ، ساهم في قرار ستالين ببدء نقل القوات من الشرق الأقصى في الوقت المناسب للهجوم المضاد حول موسكو.
بحلول سبتمبر 1941، بدأ فيلبي العمل في القسم الخامس من MI6 ، القسم المسؤول عن المخابرات المضادة الهجومية. بناءً على معرفته وخبرته بإسبانيا فرانكو ، تم تعيين فيلبي مسؤولاً عن القسم الفرعي الذي تعامل مع إسبانيا والبرتغال. ويستتبع ذلك مسؤولية شبكة من العملاء السريين في عدة مدن مثل مدريد ولشبونة وجبل طارق وطنجة. في هذا الوقت ، كان الأبوير الألماني نشطًا في إسبانيا ، خاصة حول القاعدة البحرية البريطانية لجبل طارق ، والتي كان عملاءها يأملون في مشاهدتها مع العديد من الكاميرات والرادارات لتعقب سفن الإمداد المتحالفة في غرب البحر الأبيض المتوسط. بفضل جهود مكافحة التجسس البريطانية ، التي شكل القسم الفرعي الإيبري من فيلبي جزءًا مهمًا منها ، لم يثمر المشروع (الذي أطلق عليه اسم بودين) أبدًا.
خلال 1942-1943، تم توسيع مسؤوليات فيلبي بعد ذلك لتشمل شمال أفريقيا وإيطاليا ، وتم تعيينه نائبًا لرئيس القسم الخامس تحت إشراف الرائد فيليكس كاوجيل ، وهو ضابط في الجيش معار إلى SIS. في أوائل عام 1944، عندما أصبح من الواضح أن الاتحاد السوفياتي كان من المحتمل أن يثبت مرة أخرى أنه خصم مهم لبريطانيا ، أعادت SIS تنشيط القسم التاسع ، الذي تعامل مع الجهود المناهضة للشيوعية. في أواخر عام 1944، قام فيلبي ، بناء على تعليمات من معالجه السوفيتي ، بالمناورة عبر النظام بنجاح ليحل محل كاوجيل كرئيس للقسم التاسع تشارلز أرنولد بيكر ، وهو ضابط مولود ألماني (ولد فولفجانج فون بلومنتال) يعمل لريتشارد جاتي في بلجيكا ولاحقًا نقل إلى الحدود النرويجية / السويدية ، أعرب عن العديد من الشكوك في نوايا فيلبي وفيلبي تجاهلها مرارًا وتكرارًا.
أثناء العمل في القسم الخامس ، تعرّف فيلبي على جيمس جيسوس أنجلتون ، وهو ضابط اتصال أمريكي يعمل في اتصال مع SIS في لندن. أصبح أنجلتون ، الذي أصبح فيما بعد رئيس فريق مكافحة التجسس في وكالة المخابرات المركزية (CIA)، مرتابًا من فيلبي عندما فشل في تمرير معلومات تتعلق بعميل بريطاني أعدمه الجستابو في ألمانيا. تبين لاحقًا أن العميل  - المعروف باسم شميت - عمل أيضًا كمخبر لمنظمة روت كابيل ، التي أرسلت معلومات إلى كل من لندن وموسكو ، ومع ذلك ، لم يسمع أحد بشكوك أنجلتون.
في أواخر صيف عام 1943، قدمت SIS إلى مديرية المخابرات الرئيسية  الروسية تقريرًا رسميًا عن أنشطة العملاء الألمان في بلغاريا ورومانيا ، والتي سيغزوها الاتحاد السوفييتي قريبًا. اشتكت المفوضية الروسية الشعبية للشؤون الداخلية إلى سيسيل باركلي ، ممثل SIS في موسكو ، من أن المعلومات قد تم حجبها. أبلغ باركلي الشكوى إلى لندن. زعم فيلبي أنه سمع مناقشة هذا عن طريق الصدفة وأرسل تقريرًا إلى وحدة التحكم الخاصة به. اتضح أن هذا متطابق مع إرسال باركلي ، مقنعًا المفوضية أن فيلبي قد رأى تقرير باركلي الكامل. وحدثت هفوة مماثلة مع إرسال تقرير من السفارة الإمبراطورية اليابانية في موسكو إلى طوكيو. تلقت المفوضية نفس التقرير من ريتشارد سورجي ولكن مع فقرة إضافية تدعي أن هتلر قد يسعى إلى سلام منفصل مع الاتحاد السوفيتي. أثارت هذه الهفوات التي قام بها فيلبي شكوكا شديدة في موسكو.
قيمت إيلينا مودرجينسكايا في مقر المديرية الرئيسية لأمن الدولة   في موسكو جميع المواد من حلقة خماسي كامبريدج. وأشارت إلى أنهم أنتجوا ثروة غير عادية من المعلومات حول خطط الحرب الألمانية ، ولكن بجوار أي شيء حول السؤال المتكرر المتمثل في اختراق بريطانيا للمخابرات السوفيتية في لندن أو موسكو. كرر فيلبي ادعائه بأنه لم يكن هناك مثل هؤلاء العملاء. وسألت: «هل يمكن أن يكون جهاز المخابرات العامة حقا مثل هؤلاء الحمقى الذين فشلوا في ملاحظة أن عدد كبير من الأوراق التي تغادر المكتب؟ هل كان بإمكانهم تجاهل زوجة فيلبي الشيوعية؟» استنتج مودرجينسكايا أن جميعهم عملاء مزدوجون، يعملون بشكل أساسي للبريطانيين.
وقعت حادثة أكثر خطورة في أغسطس 1945، عندما طلب كونستانتين فولكوف ، وكيل المفوضية الروسية الشعبية ونائب القنصل في إسطنبول ، اللجوء السياسي في بريطانيا لنفسه ولزوجته. مقابل مبلغ كبير من المال ، عرض فولكوف أسماء ثلاثة عملاء سوفيت داخل بريطانيا ، عمل اثنان منهم في وزارة الخارجية وثالث عمل في مكافحة التجسس في لندن. سلم لفيلبي مهمة التعامل مع فولكوف من قبل المخابرات البريطانية. وحذر السوفييت من محاولة الانشقاق وسافر شخصيا إلى إسطنبول - ظاهريا للتعامل مع الأمر نيابة عن SIS ولكن ، في الواقع ، لضمان تحييد فولكوف. بحلول الوقت الذي وصل فيه إلى تركيا ، بعد ثلاثة أسابيع ، كان فولكوف قد تم نقله إلى موسكو.
قد يكون تدخل فيلبي في القضية والاستيلاء اللاحق لفولكوف من قبل السوفييت قد أضر بموقف فيلبي بشكل خطير. ومع ذلك ، تمت مناقشة انشقاق فولكوف مع السفارة البريطانية في أنقرة على الهواتف التي تبين أنها استغلتها المخابرات السوفيتية. بالإضافة إلى ذلك ، أصر فولكوف على أن جميع الاتصالات المكتوبة عنه تتم عن طريق الحقيبة بدلاً من التلغراف ، مما تسبب في تأخير في رد الفعل الذي ربما أعطى السوفييت وقتًا للكشف عن خططه. وهكذا تمكن فيلبي من التهرب من اللوم والكشف.
وبعد شهر ، حصل إيجور غوزينكو ، كاتب الشفرات في أوتاوا ، على حق اللجوء السياسي في كندا وأعطى شرطة الخيالة الملكية الكندية أسماء عملاء يعملون داخل الإمبراطورية البريطانية كانوا معروفين له. عندما تم تعيين جين آرتشر (التي قابلت كريفيتسكي) في قسم فيلبي ، نقلها عن عمل التحقيق في حال أصبحت على علم بماضيه. وكتب لاحقًا «لقد حصلت على قصاصة محيرة من المعلومات عن صحفية إنجليزية شابة أرسلتها المخابرات السوفيتية إلى إسبانيا خلال الحرب الأهلية. وغرقت بيننا!»
حصل فيلبي ، «موظف في وزارة الخارجية»، على وسام الإمبراطورية البريطانية عام 1946.

### أسطنبول
في فبراير 1947، تم تعيين فيلبي رئيسًا لمكتب مخابرات البريطانية في تركيا ، وتم إرساله لاسطنبول مع زوجته الثانية ، إيلين ، وعائلتهم. كان منصبه العلني هو منصب سكرتير أول في القنصلية البريطانية. في الواقع ، تطلب عمله الاستخباراتي الإشراف على العملاء البريطانيين والعمل مع كافة الأجهزة الأمنية السرية التركية.
خطط فيلبي لتسلل خمس أو ست مجموعات من المهاجرين إلى أرمينيا السوفيتية أو جورجيا السوفيتية. لكن الجهود بين الجالية المغتربة في باريس أنتجت اثنين فقط من المجندين. نقلتهم المخابرات التركية إلى معبر حدودي إلى جورجيا ولكن سرعان ما سمع صوت إطلاق نار. تم بذل جهد آخر باستخدام قارب تركي للهبوط عبر البحر ، لكنها لم تغادر الميناء أبدًا. وقد تورط في حملة مماثلة في ألبانيا. الكولونيل ديفيد سمايلي ، ضابط الحرس الأرستقراطي الذي ساعد إنفير خوجا ومقاتليه الشيوعيين لتحرير ألبانيا ، على استعداد الآن لإزالة هوشا. قام بتدريب الكوماندوز الألبان - وكان بعضهم متعاونين نازيين سابقين - في ليبيا أو مالطا. من عام 1947، تسللوا إلى الجبال الجنوبية لبناء الدعم للملك السابق زوغ.
كانت البعثات الثلاث الأولى ، برا من اليونان ، خالية من المتاعب. هبطت أعداد أكبر عن طريق البحر والجو في إطار عملية القيمة ، التي استمرت حتى عام 1951، بشكل متزايد تحت تأثير وكالة المخابرات المركزية المشكلة حديثًا. كره ستيوارت مينزيس ، رئيس SIS ، الفكرة التي روج لها رجال الشركات المملوكة للدولة السابقين في SIS. وقُبض على معظم المتسللين من قبل جهاز الأمن الألباني «سيغوريمي». من الواضح أنه كانت هناك تسريبات وتم الاشتباه في فيلبي لاحقًا بأنه أحد المتسربين. وكان تعليقه الخاص «لا أقول أن الناس كانوا سعداء في ظل النظام لكن وكالة المخابرات المركزية قللت من درجة سيطرة السلطات على البلاد». يتضمن كتاب ماكنتاير الذي صدر في عام  2014 هذا الاقتباس بارد الدم من فيلبي :
«العملاء الذين أرسلناهم إلى ألبانيا كانوا مسلحين عازمين على القتل والتخريب والاغتيال ... كانوا يعرفون المخاطر التي كانوا يديرونها. كنت أخدم مصالح الاتحاد السوفياتي وتلك المصالح تطلبت هزيمة هؤلاء الرجال. إلى الحد الذي ساعدت في إلحاق الهزيمة بهم ، حتى لو تسببت في وفاتهم ، لا أشعر بأي ندم.»
عانت أيلين فيلبي منذ الطفولة من مشاكل نفسية تسببت لها في إلحاق إصابات بنفسها. في عام 1948، بعد أن انزعاجها من كثرة الشرب والاكتئاب المتكرر الذي أصبح سمة من سمات حياة زوجها في إسطنبول ، عانت من انهيار من هذا النوع ، وقامت  بحقن نفسها بالأنسولين والبول لتسبب تشوهات في الجلد. تم إرسالها إلى عيادة في سويسرا للتعافي. عند عودتها إلى إسطنبول في أواخر عام 1948، أصيبت بحروق شديدة في حادثة مع موقد فحم وعادت إلى سويسرا. بعد ذلك بوقت قصير، تم نقل فيلبي إلى منصبه مع رئيس عائلته في واشنطن العاصمة مع عائلته.

### واشنطن
في سبتمبر 1949، وصل فيلبي وعائلته إلى الولايات المتحدة. رسمياً ، كان منصبه هو السكرتير الأول للسفارة البريطانية ؛ في الواقع ، شغل منصب رئيس مكتب المخابرات البريطانية في واشنطن. أشرف مكتبه على كمية كبيرة من الاتصالات العاجلة والسرية للغاية بين الولايات المتحدة ولندن. كان فيلبي مسؤولًا أيضًا عن الاتصال بوكالة المخابرات المركزية وتعزيز «عمليات استخبارات أنجليزية - أمريكية أكثر عدوانية». كان أحد الشخصيات البارزة في وكالة المخابرات المركزية هو زميل فيلبي السابق الحذر ، جيمس جيسوس أنجلتون ، الذي وجد نفسه يعمل معه عن قرب مرة أخرى. بقي أنجلتون مرتابًا من فيلبي ، لكنه تناول الغداء معه كل أسبوع في واشنطن.
ومع ذلك ، ظهر تهديد أكثر خطورة لموقف فيلبي. خلال صيف عام 1945، أعاد كاتب شفرات سوفييتي استخدام وسادة مرة واحدة لنقل معلومات استخباراتية. جعل هذا الخطأ من الممكن كسر الرموز السرية الغير قابلة للكشف عادة. الواردة في حركة النقل (تم اعتراضها وفك تشفيرها كجزء من مشروع Venona) كانت المعلومات التي تم إرسالها إلى موسكو من السفارة البريطانية في واشنطن. وكشفت الرسائل التي تم اعتراضها أن مصدر السفارة البريطانية (الذي عُرف باسم «هوميروس») سافر إلى مدينة نيويورك للقاء ضابط اتصاله السوفيتي مرتين في الأسبوع. تم اطلاع فيلبي على الوضع قبل وقت قصير من الوصول إلى واشنطن في عام 1949. كان من الواضح لفيلبي أن العميل كان دونالد ماكلين ، الذي كان يعمل في السفارة البريطانية في ذلك الوقت وزوجته ، ميليندا ، تعيش في نيويورك. كان على فيلبي المساعدة في اكتشاف هوية «هوميروس»، لكنه كان يرغب أيضًا في حماية ماكلين.
في يناير 1950، بناء على أدلة قدمتها اعتراضات مشروع Venona ، تم القبض على الجاسوس الذري السوفيتي كلاوس فوكس. أدى اعتقاله إلى آخرين: هاري جولد ، وهو ناقل عمل معه فوكس ، ديفيد جرينجلاس ، وجوليوس وإثيل روزنبرغ. كان التحقيق في تسريبات السفارة البريطانية لا يزال مستمراً ، وتفاقم ضغوطه بسبب وصول غي بورغيس إلى واشنطن ، في أكتوبر 1950 - جاسوس سوفياتي غير مستقر ومدمن الكحول بشكل خطير.
بيرجيس، الذي حصل على منصب سكرتير ثان في السفارة البريطانية ، أقام في منزل عائلة فيلبي وبدأ بسرعة في التسبب في الإساءة للجميع والتنوع. استاءت منه إيلين فيليبي وكرهت وجوده. شعر الأمريكيون بالإهانة بسبب «تفوقه الطبيعي» و «ازدرائه التام لهرم القيم والمواقف والمجاملات الكاملة لطريقة الحياة الأمريكية».  اشتكى إدغار هوفر من أن بيرجس استخدم سيارات السفارة البريطانية لتجنب الاعتقال عندما أبحر في واشنطن بحثًا عن لقاءات المثليين. كان لحله تأثير مقلق على فيلبي. في صباح اليوم التالي لحفلة مأساوية وسكيرة، سمع ضيف عاد لاستلام سيارته أصواتًا في الطابق العلوي ووجد «كيم وغي في غرفة النوم يشربان الشمبانيا. لقد كانا بالفعل في السفارة لكنهما لم يستطيعا العمل.»
كان وجود بيرجيس يمثل مشكلة بالنسبة لفيلبي ، ومع ذلك كان من المحتمل أن يتسبب فيلبي في تركه بدون إشراف. كان الوضع في واشنطن متوتراً. منذ أبريل 1950، كان ماكلين المشتبه به الرئيسي في تحقيقات تسريبات السفارة. كان فيلبي قد تعهد بوضع خطة هروب تحذر ماكلين ، الموجود حاليًا في إنجلترا ، من الشك الشديد الذي كان يخضع له ورتب له الفرار. كان على بيرجيس أن يصل إلى لندن لتحذير ماكلين ، الذي كان تحت المراقبة. في أوائل مايو 1951، حصل بيرجس على ثلاث تذاكر مسرعة في يوم واحد - ثم دعا إلى الحصانة الدبلوماسية ، مما تسبب في تقديم شكوى رسمية إلى السفير البريطاني. أعيد بورغيس إلى إنجلترا ، حيث التقى ماكلين في ناديه بلندن.
خططت SIS لاستجواب ماكلين في 28 مايو 1951. في 23 مايو ، وقلقة من أن ماكلين لم يهرب بعد ، فيلبي سلكي بيرجس ، ظاهريًا عن سيارة لينكولن المكشوفة المهجورة في موقف سيارات السفارة. وجاء في البرقية: «إذا لم يتحرك على الفور ، فسيكون الأوان قد فات ، لأن فيلبي سيتخلص من سيارته في إحدى ساحاتالخردة. ولم يكن هناك أي شيء آخر يمكنه فعله.» في 25 مايو ، قاد بيرجس ماكلين من منزله في تاتسفيلد ، ساري إلى ساوثامبتون ، حيث استقل كلاهما سفينة بخارية إلى فرنسا ثم انتقلوا إلى موسكو.

### لندن
كان بيرجس ينوي مساعدة ماكلين في هروبه ، وليس مرافقته. جذبت «قضية الدبلوماسيين المفقودين»، كما أشير إليها قبل ظهور بيرجس وماكلين في موسكو ، قدرًا كبيرًا من الاهتمام العام ، واختفاء بيرجس ، الذي حدده على أنه متواطئ في تجسس ماكلين ، أضعف موقف فيلبي بشدة. تحت سحابة من الشكوك التي أثارتها علاقته الواضحة والوثيقة للغاية مع بيرجس ، عاد فيلبي إلى لندن. هناك ، خضع لاستجواب MI5 بهدف التأكد مما إذا كان «الرجل ثالث» المساهم في تهريب الفارين. في يوليو 1951، استقال من MI6 ، مستبقا إقالته التي لا مفر منها.
حتى بعد رحيل فيلبي عن MI6 ، استمرت التكهنات بشأن انتماءاته السوفيتية المحتملة. تم استجوابه بشكل متكرر فيما يتعلق بعمله الاستخباراتي وعلاقته ببرجس ، واصل إنكار أنه كان يتصرف كعميل سوفيتي. من عام 1952، كافح فيلبي للعثور على عمل كصحفي ، وفي النهاية - في أغسطس 1954 - قبل منصبًا في رسالة إخبارية دبلوماسية تسمى رسالة شارع الأسطول. وبسبب عدم الوصول إلى مواد ذات قيمة وبعيدة عن المخابرات السوفيتية ، توقف عن العمل كعامل سوفيتي.
في 7 نوفمبر 1955، تمت تبرئة فيلبي رسميًا من قبل وزير الخارجية هارولد ماكميلان ، الذي أخبر مجلس العموم ، «ليس لدي أي سبب لاستنتاج أن السيد فيلبي قد خيانة في أي وقت مصالح بلاده ، أو للتعرف عليه مع ما يسمى ب» الرجل الثالث«، إذا كان هناك بالفعل». وعقب ذلك ، عقد فيلبي مؤتمرا صحفيا حيث - بهدوء وثقة وبدون صراع واجهه منذ طفولته - كرر براءته ، معلنا ، «لم أكن أبدا شيوعيا».

## حياته في الوقت اللاحق والانشقاق

### بيروت
بعد تبرئته، لم يعد فيلبي يعمل لدى MI6، وفقدت المخابرات السوفياتية جميع الاتصالات معه. في أغسطس 1956 تم إرساله إلى بيروت كمراسل في الشرق الأوسط لصحيفة «ذا أوبزرفر» ومجلة «ذي إيكونوميست».  هناك، كانت صحافته بمثابة غطاء لتجديد العمل لـ MI6.
في لبنان، عاش فيلبي في البداية في منزل والده الكبير الموجود في قرية عجلتون، خارج بيروت مباشرة. بعد رحيل والده وأخواته إلى المملكة العربية السعودية، واصل فيلبي العيش بمفرده في عجلتون، لكنه أخذ شقة في بيروت بعد أن بدأ علاقة غرامية مع إليانور، زوجة مراسلة نيويورك تايمز سام بوب بوب بروير. بعد وفاة أيلين فيلبي عام 1957 وطلاق إليانور اللاحق من بروير، تزوج فيلبي وإليانور في لندن عام 1959 وأقاما معًا في منزلًا في بيروت. منذ عام 1960، أصبح عمل فيلبي كصحفي أكثر أهمية وسافر كثيرًا في جميع أنحاء الشرق الأوسط، بما في ذلك المملكة العربية السعودية ومصر والأردن والكويت واليمن.
في عام 1961، انشق أناتولي غوليتسين، وهو رائد في المديرية الأولى للكي جي بي، إلى الولايات المتحدة من منصبه الدبلوماسي في هلسنكي. عرض غوليتسين الكشف لوكالة المخابرات المركزية عن عملاء سوفيتيين داخل أجهزة المخابرات الأمريكية والبريطانية. بعد استجوابه في الولايات المتحدة، تم إرسال غوليتسين إلى SIS لمزيد من الاستجواب. رئيس جهاز MI6، ديك وايت، الذي تم نقله مؤخرًا من MI5، كان يشتبه في أن فيلبي هو «الرجل الثالث». شرع غوليتسين في تأكيد شكوك وايت حول دور فيلبي. نيكولاس إليوت، ضابط MI6 تمركز مؤخراً في بيروت وكان صديقاً لفيليبي وكان قد آمن سابقاً ببراءته، كلف بمحاولة تأمين اعتراف فيلبي الكامل.
من غير الواضح ما إذا كان فيلبي قد تم تنبيهه، لكن إليانور لاحظت أنه مع ارتدائه عام 1962، أصبحت عبارات التوتر في حياته «أسوأ وتنعكس في نوبات من الاكتئاب العميق والشرب». وتذكرت أنها عادت إلى بيروت من رحلة رؤية في الأردن للعثور على فيلبي «مخمور بشكل يائس وغير متماسك مع الحزن على شرفة الشقة»، حدادًا على وفاة ثعلب صغير من الحيوانات الأليفة سقط من الشرفة. التقى بفيلبي في أواخر عام 1962، وهي المرة الأولى منذ انشقاق غوليتسين، وجد فيلبي مخموراً للغاية ليقف مع رأس ضمادة؛ لقد سقط مرارًا وتصدع جمجمته على مشعاع الحمام، مما يتطلب غرزًا.
أخبر فيلبي إليوت أنه كان «نصف متوقع» لرؤيته. واجهه إليوت قائلًا: «لقد نظرت إليك ذات مرة يا كيم. يا إلهي، كيف احتقرك الآن. آمل أن يكون لديك ما يكفي من الحشمة لفهم السبب». بعد اتهامات إليوت، أكد فيلبي تهم التجسس ووصف أنشطته الاستخباراتية نيابة عن السوفييت. ومع ذلك، عندما طلب منه إليوت التوقيع على بيان مكتوب، تردد وتردد في تأخير الاستجواب. وكان من المقرر عقد اجتماع آخر في الأسبوع الأخير من يناير. وقد اقترح منذ ذلك الحين أن المواجهة بأكملها مع إليوت كانت تمثيلية لإقناع الـ KGB بأنه يجب إعادة فيلبي إلى موسكو، حيث يمكن أن يكون بمثابة عميل اختراق بريطاني لمركز موسكو.
في مساء يوم 23 يناير 1963، اختفى فيلبي من بيروت، وفشل في مقابلة زوجته في حفل عشاء في منزل جلينكيرن بلفور بول، السكرتير الأول في السفارة البريطانية. كانت دولماتوفا، وهي سفينة شحن سوفياتية متجهة إلى أوديسا، قد غادرت بيروت في ذلك الصباح بشكل مفاجئ بحيث تركت الشحنات متناثرة فوق أرصفة السفن. زعم فيلبي أنه غادر بيروت على متن هذه السفينة، ومع ذلك، يؤكد آخرون أنه هرب عبر سوريا، برا إلى أرمينيا السوفيتية ومن ثم إلى روسيا.
لم يتم تأكيد رحلة فيلبي إلى موسكو رسميًا حتى 1 يوليو 1963. في 30 يوليو، أعلن المسؤولون السوفييت أنهم منحوه حق اللجوء السياسي في الاتحاد السوفييتي، إلى جانب الجنسية السوفيتية. عندما اندلعت الأخبار، تعرض جهاز MI6 لانتقادات لفشلها في توقع ومنع انشقاق فيلبي، على الرغم من أن إليوت كان يدعي أنه لم يكن بإمكانه منع رحلة فيلبي. كتب الصحفي بن ماكينتاير، مؤلف العديد من الأعمال المتعلقة بالتجسس، في كتابه لعام 2014 عن فيلبي أن جهاز MI6 ربما ترك فرصة لفيلبي للهروب إلى موسكو لتجنب محاكمة علنية محرجة. يعتقد فيلبي نفسه أن هذا قد يكون هو الحال، وفقًا لماكينتاير.
عندما تم إبلاغ مدير مكتب التحقيقات الفيدرالية جيه. إدغار هوفر أن أحد كبار رجال MI6 كان جاسوسًا للروس، قال: «أخبرهم أن يسوع المسيح كان لديه اثني عشر فقط، وكان أحدهم [عميل] مزدوجًا».

### موسكو
عند وصوله إلى موسكو ، اكتشف فيليبي أنه لم يكن كولونيل في المخابرات السوفياتية ، كما كان يعتقد. كان يتقاضى 500 روبل شهريًا ولم تتمكن عائلته من الانضمام إليه في المنفى على الفور. مرت عشر سنوات قبل أن يزور مقر المخابرات السوفياتية ولم يحصل على عمل حقيقي يذكر. كان فيلبي تحت الإقامة الجبرية الافتراضية ، تحت حراسة ، مع فحص جميع الزوار من قبل المخابرات السوفيتية. أوضح ميخائيل ليوبيموف ، حلقة الأتصال بينه وبين الـ KGB ، أن هذا كان لحماية سلامته ، لكنه اعترف لاحقًا بأن السبب الحقيقي هو خوف الـ KGB من عودة فيلبي إلى لندن.
انهمك فيلبي بكتابة مذكراته ، التي نُشرت في المملكة المتحدة عام 1968 تحت عنوان «حربي الصامتة»، لم تنشر في الاتحاد السوفياتي حتى عام 1980. واصل قراءة صحيفة «ذا تايمز»، التي لم تكن متاحة بشكل عام في الاتحاد السوفياتي ، استمع إلى خدمة بي بي سي العالمية، وكان مولعا برياضة الكريكيت.
تم إلغاء منحه وسام رتبة الإمبراطورية البريطانية في 1965. على الرغم من أن فيلبي ادعى علنًا في يناير 1988 أنه لم يندم على قراراته وأنه لم يفت شيئًا بشأن إنجلترا باستثناء بعض الأصدقاء
ووصفت زوجته روفينا إيفانوفنا في وقت لاحق فيلبي بأنه "محبط من عدة نواحٍ" لما وجده في موسكو. "لقد رأى الناس يعانون كثيرا"، لكنه عزى نفسه بالقول إن "المثل كانت صحيحة ولكن الطريقة التي نفذت بها كانت خاطئة. الخطأ يقع على عاتق المسؤولين". قالت إيفانوفنا ، "لقد أصيب بخيبة أمل ، وبكى. وقال ،" لماذا يعيش كبار السن هنا بشكل سيء للغاية؟ بعد كل شيء ، انتصروا في الحرب ". ووفقًا لروفينا ، فقد حاول الانتحار بقطع معصميه في وقت ما في الستينيات.

## الحياة الشخصية

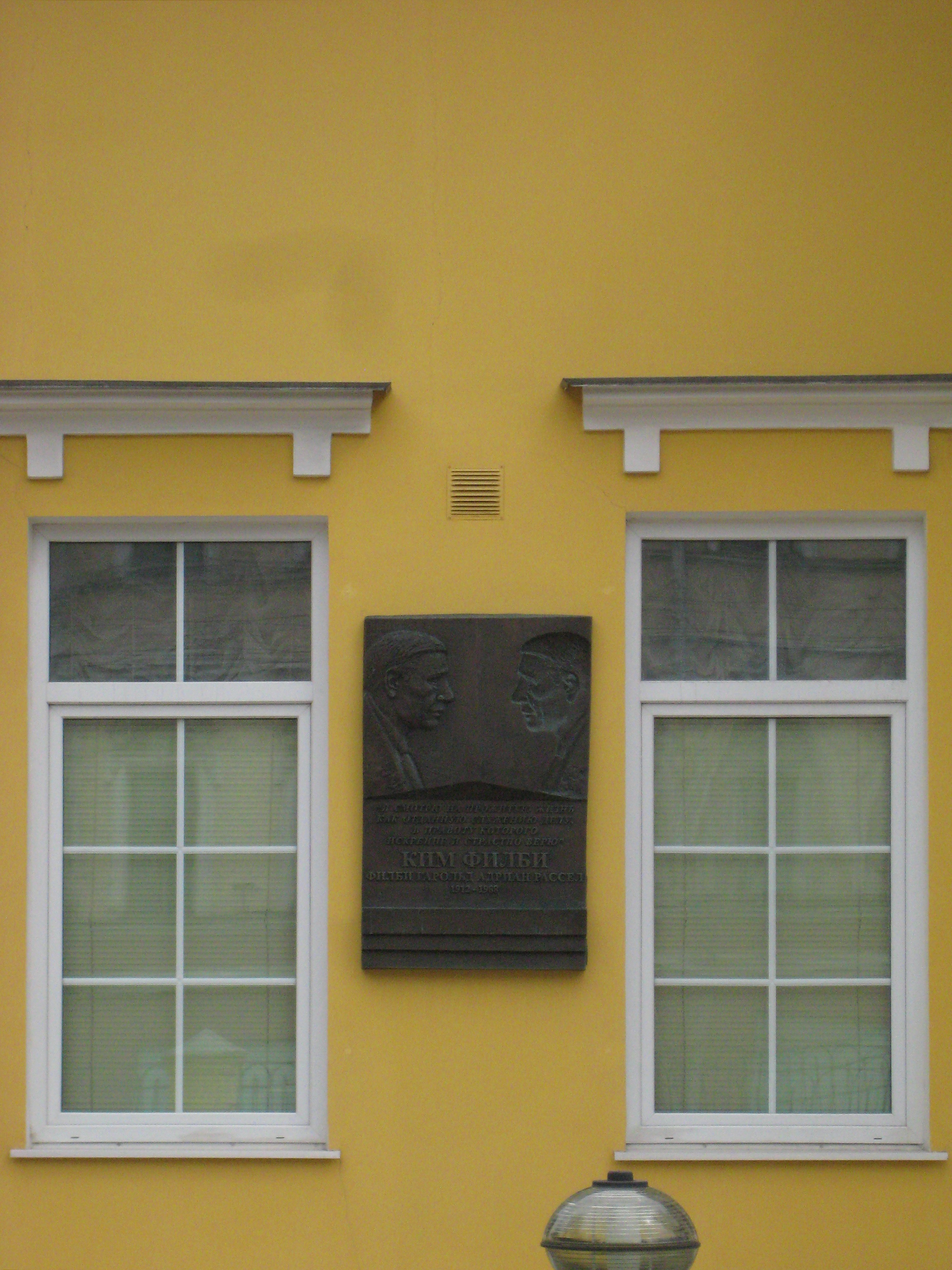
لوحة تكريمية لكيم فيلبي. منزل أبريكوسوف، موسكو.

في فبراير 1934، تزوج فيلبي من ليزي فريدمان، وهي شيوعية نمساوية قابلها في فيينا. انتقلوا بعد ذلك إلى بريطانيا. ومع ذلك، عندما تولى فيلبي دور المتعاطف مع الفاشية، انفصلوا. عاشت بعد الانفصال في باريس قبل أن تعود إلى لندن قبيل الاحتلال الألماني لفرنسا وعاشت هناك طوال فترة الحرب. استقرت في النهاية في ألمانيا الشرقية.
أثناء العمل كمراسل في إسبانيا، بدأ فيلبي علاقة غرامية مع فرانسيس دوبل، ليدي ليندسي-هوج، ممثلة ومطلقة أرستقراطية كانت معجبة بفرنكو وهتلر. سافروا معًا في إسبانيا حتى أغسطس 1939.
في عام 1940 بدأ العيش مع إيلين فورس في لندن. ولد أول ثلاثة أطفال هم جوزفين وجون وتومي فيلبي بين عامي 1941 و1944. وفي عام 1946، رتب فيلبي أخيرًا الطلاق الرسمي من ليتيزي. تزوج هو وإيلين في 25 سبتمبر 1946، بينما كانت إيلين حامل بطفلهما الرابع ميراندا. ولد طفلهما الخامس هاري جورج عام 1950. عانت أيلين من مشاكل نفسية، والتي ازدادت حدة خلال فترة الفقر والريبة بعد هروب بيرجس وماكلين. عاشت بشكل منفصل عن فيلبي، واستقرت مع أطفالهم في كروبورو أثناء إقامته أولاً في لندن ولاحقًا في بيروت. تراجعت بسبب إدمان الكحوليات والمرض المتكرر، توفيت بسبب الأنفلونزا في ديسمبر 1957.
في عام 1956، بدأ فيلبي علاقة مع إليانور بروير، زوجة مراسل النيويورك تايمز سام بوب بروير. بعد طلاق إليانور، تزوج الزوجان في يناير 1959. بعد أن هروب فيلبي إلى الاتحاد السوفيتي في عام 1963، زارته إليانور في موسكو. في نوفمبر 1964، بعد زيارة للولايات المتحدة، عادت، بنية الاستقرار بشكل دائم. في غيابها، بدأ فيلبي علاقة غرامية مع زوجة دونالد ماكلين، ميليندا. وحصل الطلاق بينه وإليانور وغادرت موسكو في مايو 1965. هجرت ميليندا ماكلين وعاشت لفترة وجيزة مع فيلبي في موسكو. في عام 1968 عادت إلى ماكلين.
في عام 1971، تزوج فيلبي من روفينا بوخوفا، وهي امرأة روسية بولندية تصغره بعشرين سنة، عاشت معه حتى وفاته في عام 1988.

## الوفاة
توفي فيلبي بسبب قصور في القلب في موسكو في عام 1988. حصل على جنازة البطل ، ومنح بعد وفاته العديد من الميداليات من قبل الاتحاد السوفياتي.

## روابط خارجية
- كيم فيلبي على موقع الموسوعة البريطانية (الإنجليزية)
- كيم فيلبي على موقع مونزينجر (الألمانية)
- كيم فيلبي على موقع إن إن دي بي (الإنجليزية)